# Джинн Ешворт
Джинн Чеслі Ешворт (англ. Jeanne Chesley Ashworth; нар. 1 липня 1938, Берлінгтон (Вермонт) — пом. 4 жовтня 2018, Вілмінгтон (Нью-Йорк)) — американська ковзанярка, призер Олімпійських ігор, учасниця змагань на трьох Олімпійських іграх.

## Спортивна кар'єра
Джинн Ешворт наприкінці 50-х років була однією з найкращих ковзанярок США, але невідомою на міжнародній арені.
Зимові Олімпійські ігри 1960 в Скво-Веллі стали першими, на яких в ковзанярському спорті змагалися жінки.
Змагання на дистанції 500 м стали першими олімпійськими змаганнями з ковзанярського спорту серед жінок. І Джинн Ешворт зуміла перед своїми співвітчизниками в компанії більш досвідчених суперниць виграти бронзову нагороду. На інших трьох дистанціях на Олімпійських іграх 1960 вона посіла місця далеко від призової зони.
Після свого успіху на Олімпіаді Ешворт переїхала тренуватися в Європу і взяла участь в чемпіонатах світу в класичному багатоборстві 1962 і 1963 років, на яких займала десяте місце в загальному заліку.
На Олімпійських іграх 1964 Ешворт брала участь в забігах на 500, 1000 і 3000 м. В число призерів вона не потрапила.
На Олімпійських іграх 1968 в забігах на 1000, 1500 і 3000 м вона теж опинялася далеко поза межею призерів.

### Виступи на Олімпіадах
| Олімпіада       | Дисципліна | Місце |
| --------------- | ---------- | ----- |
| Скво-Веллі 1960 | 500 м      | 3     |
| Скво-Веллі 1960 | 1000 м     | 8     |
| Скво-Веллі 1960 | 1500 м     | 11    |
| Скво-Веллі 1960 | 3000 м     | 8     |
| Інсбрук 1964    | 500 м      | 4     |
| Інсбрук 1964    | 1000 м     | 11    |
| Інсбрук 1964    | 3000 м     | 11    |
| Гренобль 1968   | 1000 м     | 7     |
| Гренобль 1968   | 1500 м     | 16    |
| Гренобль 1968   | 3000 м     | 10    |